# Тривунович, Веселько
Веселько Тривунович (серб. Весељко Тривуновић; 13 января 1980, Баня-Лука, СФРЮ) — сербский футболист, полузащитник клуба «Бачка». Выступал в сборной Сербии.
Дебютировал в сборной 17 ноября 2011 года в товарищеском матче командой Болгарии. Первый гол за сборную забил во втором своём матче 9 февраля 2011 года в товарищеском матче с Израилем.